# 茶镇站
茶镇站是位于陕西省汉中市西乡县茶镇的一个铁路车站，邮政编码723503。车站建于1977年，有阳安铁路经过该站，现办理客货运业务，车站及其上下行区间均为电气化区段。车站距离阳平关站248公里，隶属西安铁路局，是四等站。